# 六車勇輝
六車 勇輝（むぐるま ゆうき、1980年10月21日 - ）は、日本の元俳優。愛知県岡崎市出身。愛知県立岡崎商業高等学校卒業。身長185cm、体重130kg。東京を拠点に活動していた当時はテアトルアカデミーに所属していたが、後に名古屋タレントビューローへ移籍した。現在は芸能活動をやめ、一般企業に就職している。

## 出演

### テレビドラマ
- 天国に一番近い男2 （2001年、TBS） - 木内浩二役
- 嫁はミツボシ。（2001年、TBS） - 第1話ゲスト
- OLヴィジュアル系（2001年、テレビ朝日） - 第2話ゲスト
- バベル〜The Tower of Babel〜（2002年、BSフジ） - 沢村ミサキ役
- リモート（2002年、日本テレビ） - 第3・4話ゲスト
- ケータイ刑事 銭形愛（2002年 - 2003年、BS-i） - 第14話ゲスト
- 恋は戦い! （2003年、テレビ朝日） - 第2話ゲスト
- 27歳の夏休み（2005年、TBS） - オタク役
- 都立水商! （2006年、日本テレビ） - 3-A生徒役

### テレビバラエティ
- TVチャンピオン スーパーデブ王選手権（テレビ東京）
- こたえてちょーだい! 再現ドラマ（フジテレビ）
- めちゃ×2イケてるッ! 単位上等!爆走数取団（フジテレビ） - 関取団メンバー

### 映画
- 学校の階段（2007年） - 相撲部員役

### CM
- 北海道銀行
- チャルメラ（明星食品）
- MTVジャパン
- 中古車情報誌 Goo （プロトコーポレーション）

### PV
- 川本真琴「fragile」（2000年4月26日）
- DANCE☆MAN「恋と愛の天国」「JAZZ SOUL FUN」
- NICOTINE「Get the liberty」
- ポルノグラフィティ「渦」
- PENPALS「DANCE」
- TOKIO「ラブラブマンハッタン」

### 舞台
- オペラ「道化師」（2004年、新国立劇場） - 大道芸人

### DVD
- 死刑確定（2004年）
- はるこ☆UP DATE （2007年）